# Nauris Miezis
Nauris Miezis (Ķekava, 31 maart 1991) is een Lets basketballer.

## Carrière
Miezis speelde enkele jaren profbasketbal maar kende zijn grootste successen in het 3x3-basketbal. Hij speelde voor verscheidene ploegen waaronder RA Capital/BK Ķekava, (Riga) Ghetto Basket, BK Punči en Team Riga. Met deze laatste kende hij de grootste successen en kwam uit in de World Tour. 
Hij speelde sinds 2016 ook voor het nationale team waarmee hij in 2017 Europees kampioen werd en het jaar erop zilver wonnen op het EK. Het jaar erop wonnen ze zilver op het wereldkampioenschap. In 2021 werd hij Olympisch kampioen met Letland na een 21-18 overwinning tegen de Russische ploeg.

## Erelijst 3x3

### Olympische Spelen
- 2021:  Tokio

### Wereldkampioenschap
- 2019:  Nederland

### Europees kampioenschap
- 2017:  Nederland
- 2018:  Roemenië

### World Tour
- 2017:  WT Lausanne
- 2017:  WT Chengdu
- 2018:  WT Lausanne
- 2018:  WT Debrecen
- 2018:  WT Hyderabad
- 2018:  WT Chengdu
- 2018:  WT Bloomage Beijing Finale
- 2019:  WT Doha
- 2019:  WT Chengdu
- 2019:  WT Praag
- 2019:  WT Debrecen
- 2019:  WT Jeddah
- 2019:  WT Utsunomiya Finale
- 2020:  WT Debrecen
- 2020:  WT Hongarije
- 2020:  WT Doha
- 2020:  WT Jeddah Finale
- 2021:  WT Debrecen
- 2021:  WT Abu Dhabi
- 2021:  WT Mexico-Stad
- 2022:  WT Montreal
- 2022:  WT Cebu
- 2022:  WT Riyadh

2020: Agnis Čavars & Edgars Krūmiņš & Kārlis Lasmanis & Nauris Miezis ·
2024: Jan Driessen & Dimeo van der Horst &  Arvin Slagter & Worthy de Jong